# Simona Quadarella
Simona Quadarella (pronúncia italiana: [kwadaˈrɛlla]; Roma, 18 de dezembro de 1998) é uma nadadora italiana, medalhista olímpica.

## Carreira
Quadarella conquistou o bronze nos Jogos Olímpicos de Verão de 2020 em Tóquio na prova de 800 m livre feminino com a marca de 8:18.35. Em dezembro de 2021, repetiu esse feito no Campeonato Mundial em Piscina Curta em Abu Dhabi. Em 2022, ficou em terceiro lugar nos 800 m livre do Mundial de Esportes Aquáticos em Budapeste. Em 2023, obteve a prata nos 1500 m livre no Mundial em Fukuoka. Em 13 de fevereiro de 2024, ganhou o ouro nessa mesma categoria do Mundial em Doha. Quatro dias depois, alcançou a primeira colocação na final dos 800 m livre no mesmo evento.